# Pierre Géraud-Keraod
 (septembre 2010).
Si vous disposez d'ouvrages ou d'articles de référence ou si vous connaissez des sites web de qualité traitant du thème abordé ici, merci de compléter l'article en donnant les références utiles à sa vérifiabilité et en les liant à la section « Notes et références ».
Pierre Géraud, dit Perig Keraod, puis Perig Géraud-Keraod (1er juillet 1917 - 21 octobre 1997), est fondateur, ou considéré comme tel, de plusieurs mouvements scouts dont notamment l'Association des guides et scouts d'Europe.

## Biographie

### Jeunesse
Pierre Géraud (dit « Perig », petit Pierre en breton) naît le 1er juillet 1917 à Montauban. Il est issu par son père d'une famille de l'Ariège installée à Montauban et par sa mère de la famille Anger, famille lorraine installée comme imprimeur à Pontivy. Il passe une partie de sa petite enfance à Lorient où son père a une imprimerie et vit principalement à Montauban.
À douze ans, en 1930, il prononce sa promesse en tant que scout, à la 1re Montauban (Scouts de France).
Après son passage au collège Saint-Théodard de Montauban, sa mère Marie Anger l'envoie en voyage à Pontivy. Il revient ébloui autant par la culture de Bretagne que par les paysages. En même temps que des études de droit à Toulouse, doué pour les langues, il apprend le breton et l'occitan par ses propres moyens ; il s'intéresse aussi au gaulois.
En 1938, il devient chef de troupe de la 4e Montauban, qu'il quitte en 1939 pour rejoindre l'École militaire de Saint-Maixent d'où il ressort sous-lieutenant.
En 1941 il épouse Lucienne Sournac, dite aussi Lizig Géraud-Keraod, cheftaine louveteaux à la 4e Montauban, avec qui il a cinq filles. Elle est de tous ses combats.

### Scouts Bleimor
Après la guerre, Pierre Géraud déménage à Paris et fréquente un cercle celtique, groupe rassemblant les nouveaux arrivants de Bretagne.
Pierre et Lucienne ont l'idée de créer un centre scout d'expression bretonne, nommé Bleimor (en français : « loup de mer »), dans le cadre de la province Saint-Denis des Scouts de France. Ce centre scout avait pour but la formation à la danse bretonne, au chant et à l'art dramatique. Il est complété en 1947 par un clan de Routiers et par un feu de Guides-Aînées qui commencèrent à œuvrer pour la Mission bretonne de l'Île-de-France, mission destinée à aider les jeunes Bretons d'Île-de-France dans une pratique religieuse assidue.
Les scouts de la troupe formèrent le bagad Bleimor de sonneurs, avec binious, bombardes et tambours ; les guides de la compagnie constituèrent le Telen Bleimor, groupe de harpistes (harpe celtique).
En 1950, le pèlerinage de Saint-Pol-de-Léon a rassemblé quatre-vingt-dix Routiers et Guides-Aînées Bleimor, des unités de scouts et de guides ayant été lancées en Bretagne.

## Les guides et scouts d'Europe

### Les débuts
Le 31 août 1962, les chefs, cheftaines et aumôniers du groupe Bleimor quittent les Scouts de France et les Guides de France pour rejoindre une association nouvelle : les Scouts d'Europe, appartenant à la Fédération du scoutisme européen ou FSE.
Pierre Géraud et sa femme, appuyés par des chefs de la 5e et 7e Paris, s'investissent dans le développement de l'association. Pierre élabore le directoire religieux, orienté vers le catholicisme et devient secrétaire général de l'association, évinçant son prédécesseur.
En août 1964, en Allemagne, à Marbourg, un camp international a réuni des Anglais, des Belges, des Allemands et des Français. Pierre et Lucienne Géraud étaient à la tête de la délégation française qui comportait 80 anciens de Bleimor, la troupe 7e Paris et la troupe de Strasbourg.
En 1965, Pierre Géraud lance la revue Scout d'Europe. Cette même année voit le développement de la section Guides d'Europe.
En 1966 : pèlerinage du Mont-Saint-Michel, organisé par Pierre et Lucienne Géraud pour 600 scouts et guides.
En 1967, la revue Maîtrise est créé par Pierre Géraud à l'attention des chefs et des cheftaines.

### L'essor
En 1972, le mouvement des Scouts d'Europe compte environ 10 000 membres, ce qui oblige Pierre Géraud à demander sa    mise en disponibilité de son travail au Ministère de l'Urbanisme. Il passe la majeure partie de son temps à rédiger des articles pour Scout d'Europe.
C'est Pierre Géraud-Keraod qui lance pour la première fois, en 1978, le cri fédéral « Ad Mariam Europa ! »[réf. souhaitée], qui remplace, à la FSE, le grand cri de France.
Il assur les fonctions de direction. En 1983, il quitte ses fonctions de commissaire général scout pour devenir président de l'Association des guides et scouts d'Europe, poste qu'il conserve jusqu'en 1986.

## Les Europa-Scouts
Après avoir quitté le poste de président de l'Association des guides et scouts d'Europe, il continue à exercer un droit de regard[Quoi ?] sur l'association : les nouveaux dirigeants n'apprécient pas ce comportement et le lui font savoir[réf. souhaitée].
En réaction, Pierre Géraud fonde, avec l'aide de chefs et de son épouse, les Europa-Scouts. Après la mort de Pierre Géraud en 1997, les effectifs de ce mouvement fondent pour remonter par la suite, grâce à l'apport d'unités de la FSE, exclues en raison de leur attachement à la liturgie traditionnelle de la messe.